# Roihuvuorentie
La Roihuvuorentie est une rue du quartier Roihuvuori d'Helsinki en Finlande.

## Présentation
Longue de 1,7 kilomètre, la rue part au sud, de la rue Abraham Wetterin tie. 
Au nord, la Roihuvuorentie se termine en croisant Mekaanikonkatu à l'ouest et l'Itäväylä à l'est.
Le trajet le plus court jusqu'à Rautatientori au centre-ville d'Helsinki est d'environ 7,7 km.

## Lieux et monuments
- Jardin japonais de Roihuvuori
- Bâtiments de Esko Korhonen, Roihuvuorentie 18.
- Église de Roihuvuori
- École de Porolahti, Roihuvuorentie 2.
- Kiikkujat, sculptée par Taisto Martiskainen, Roihuvuorentie 2.
- Colline Maria Hammarén

## Rues croisées du Sud au nord
Les rues croisées sont : Abraham Wetterin tie, Tuhkimontie, Satumaanpolku, Keijukaistenpolku, Peukaloisentie, Untuvaisenpolku, Strömsinlahdenpolku, Vuorenpeikontie, Tulisuontie, Lumikintie, Prinssitie, Prinsessantie, Pikkupurontie, Mekaanikonkatu et Itäväylä.

## Galerie

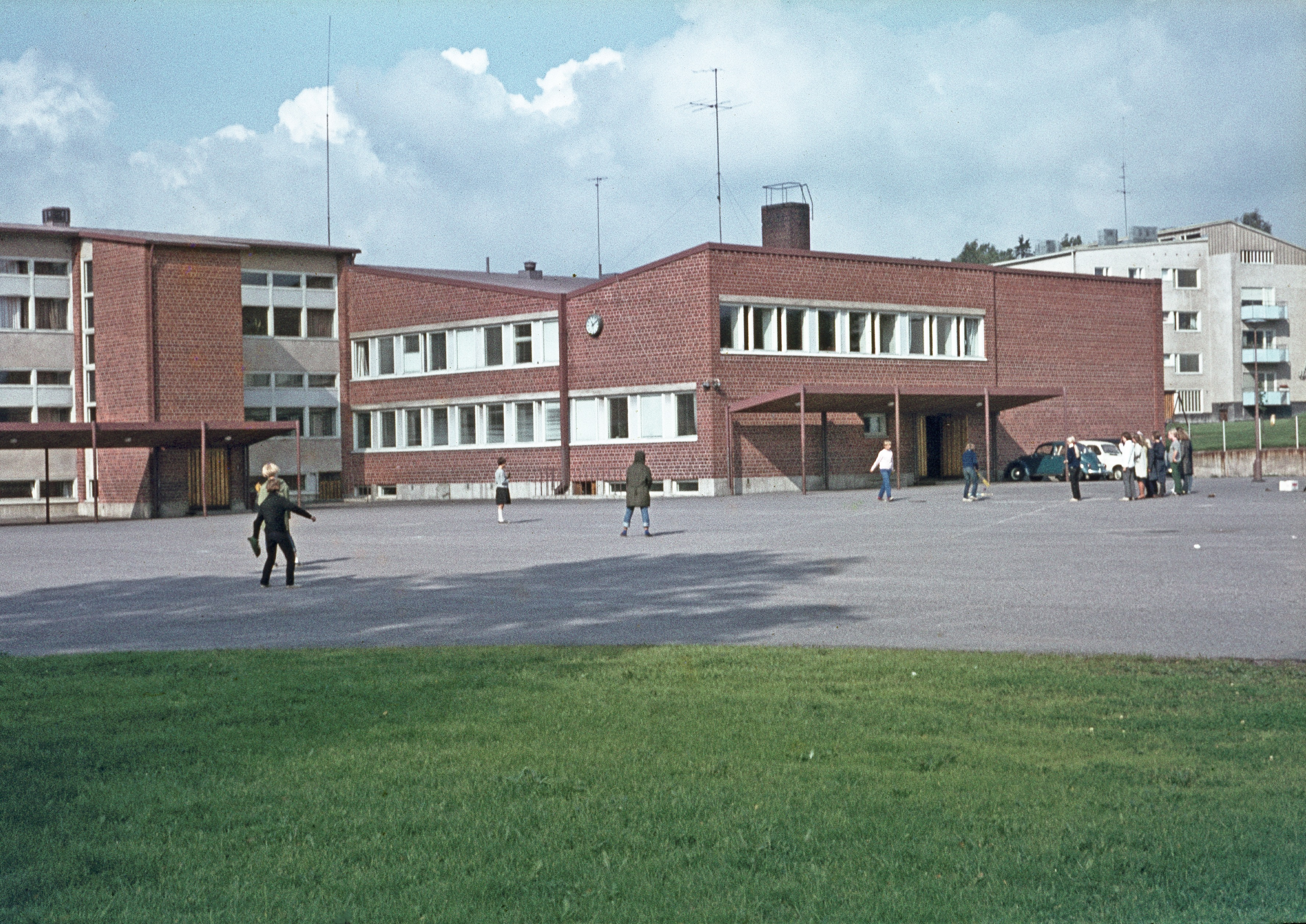
École de Porolahti, Roihuvuorentie 2.
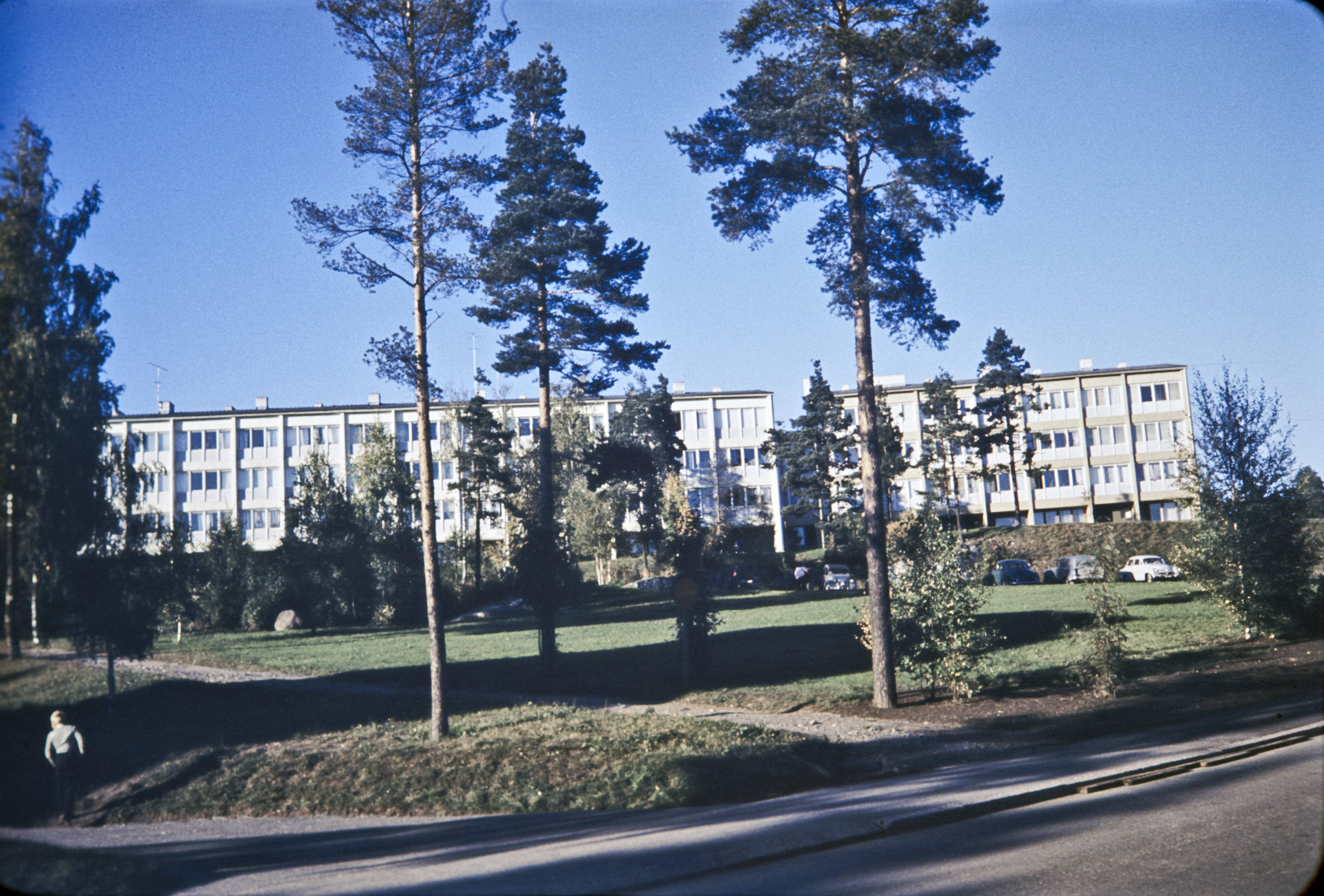
Roihuvuorentie 18.
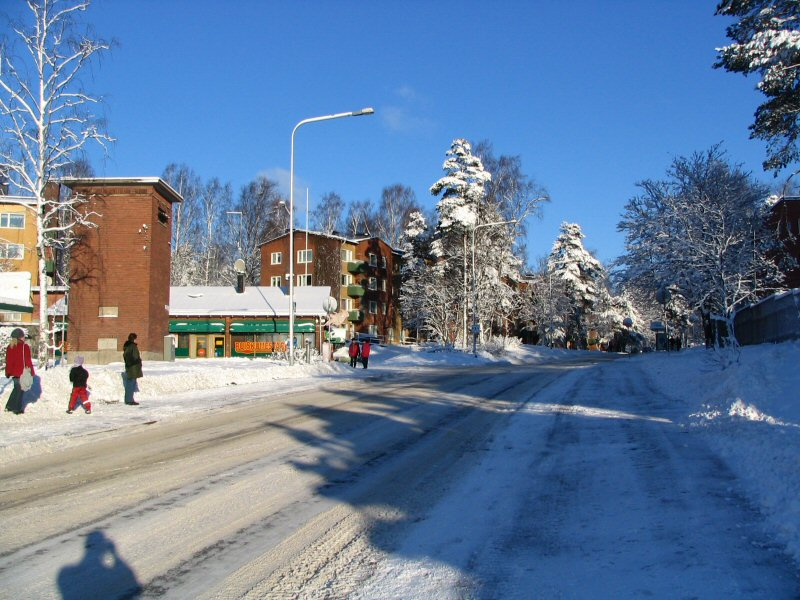
Roihuvuorentie et à sa gauche Tuhkimotie.
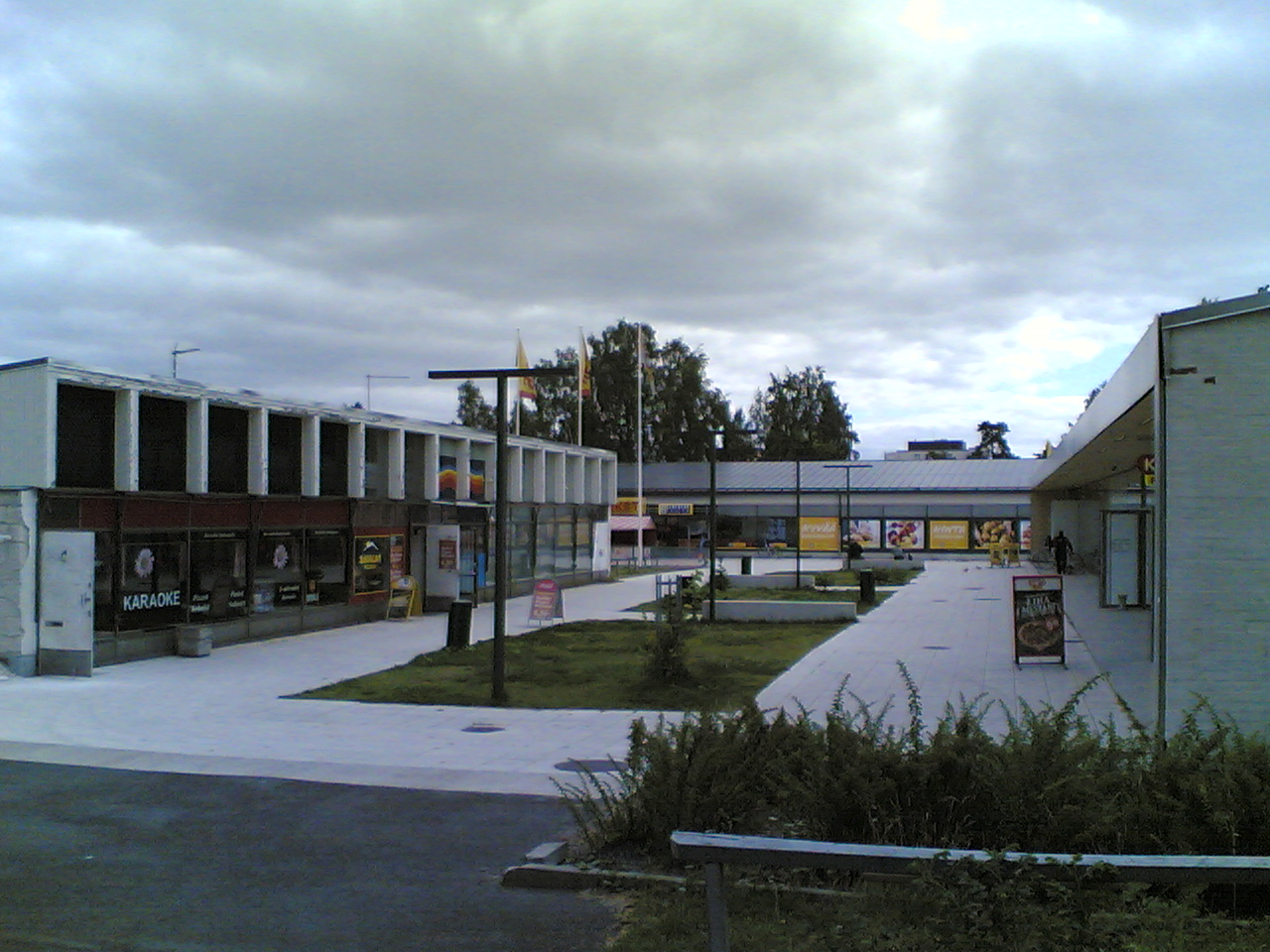
Centre commercial de Roihuvuori, Roihuvuorentie 24.
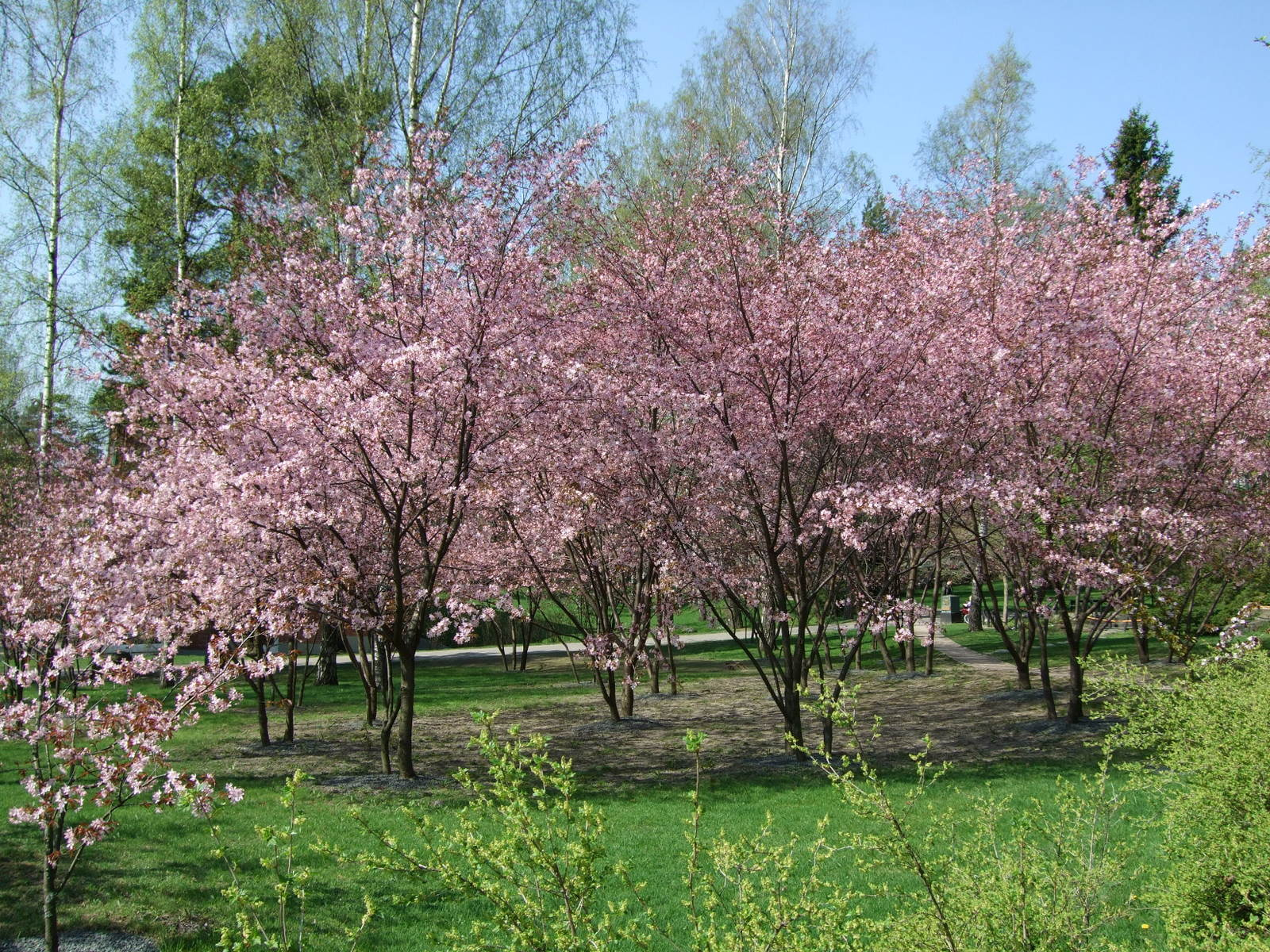
Jardin japonais, Roihuvuorentie 12-16.
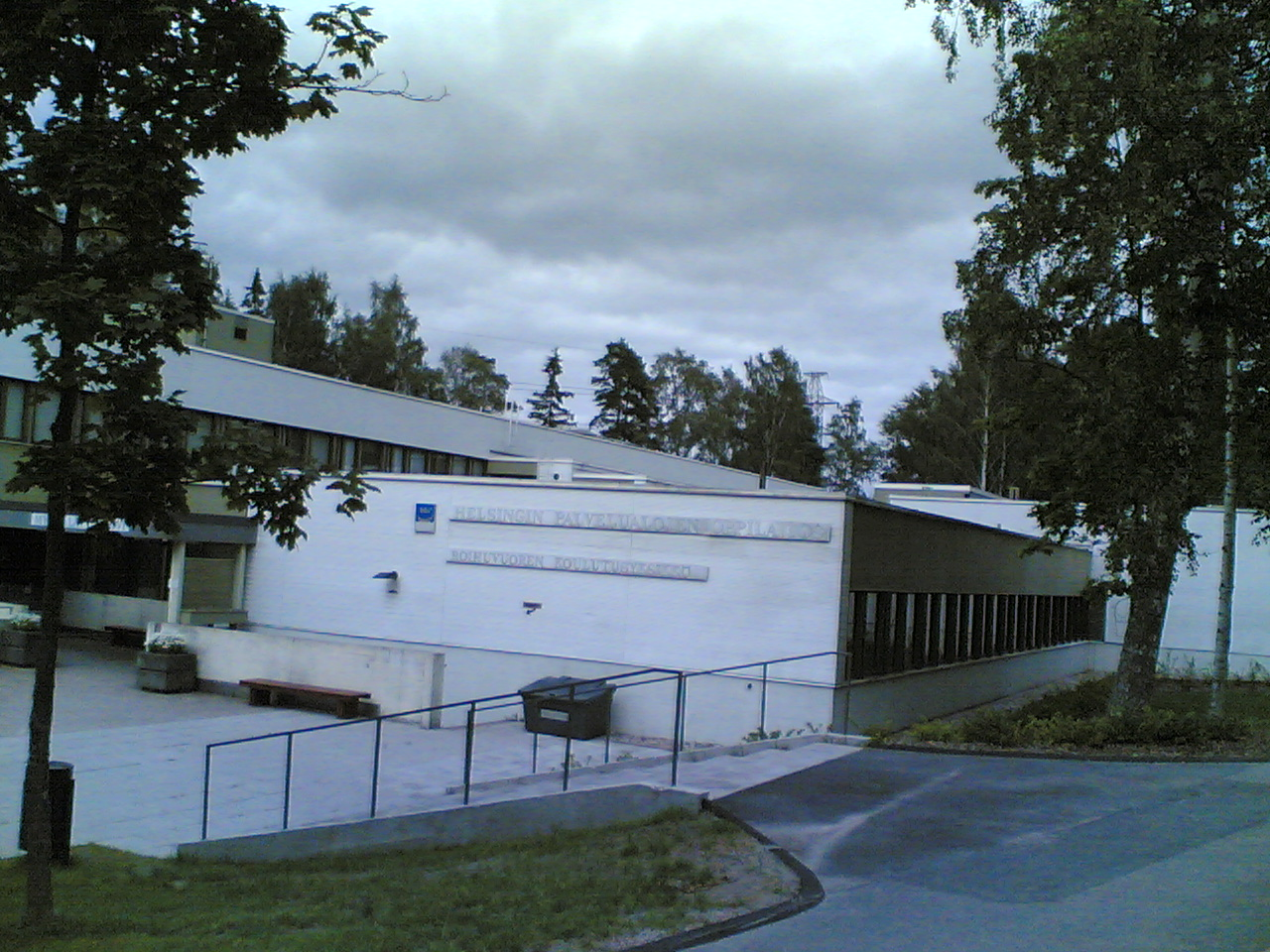
Institut des métiers du service.
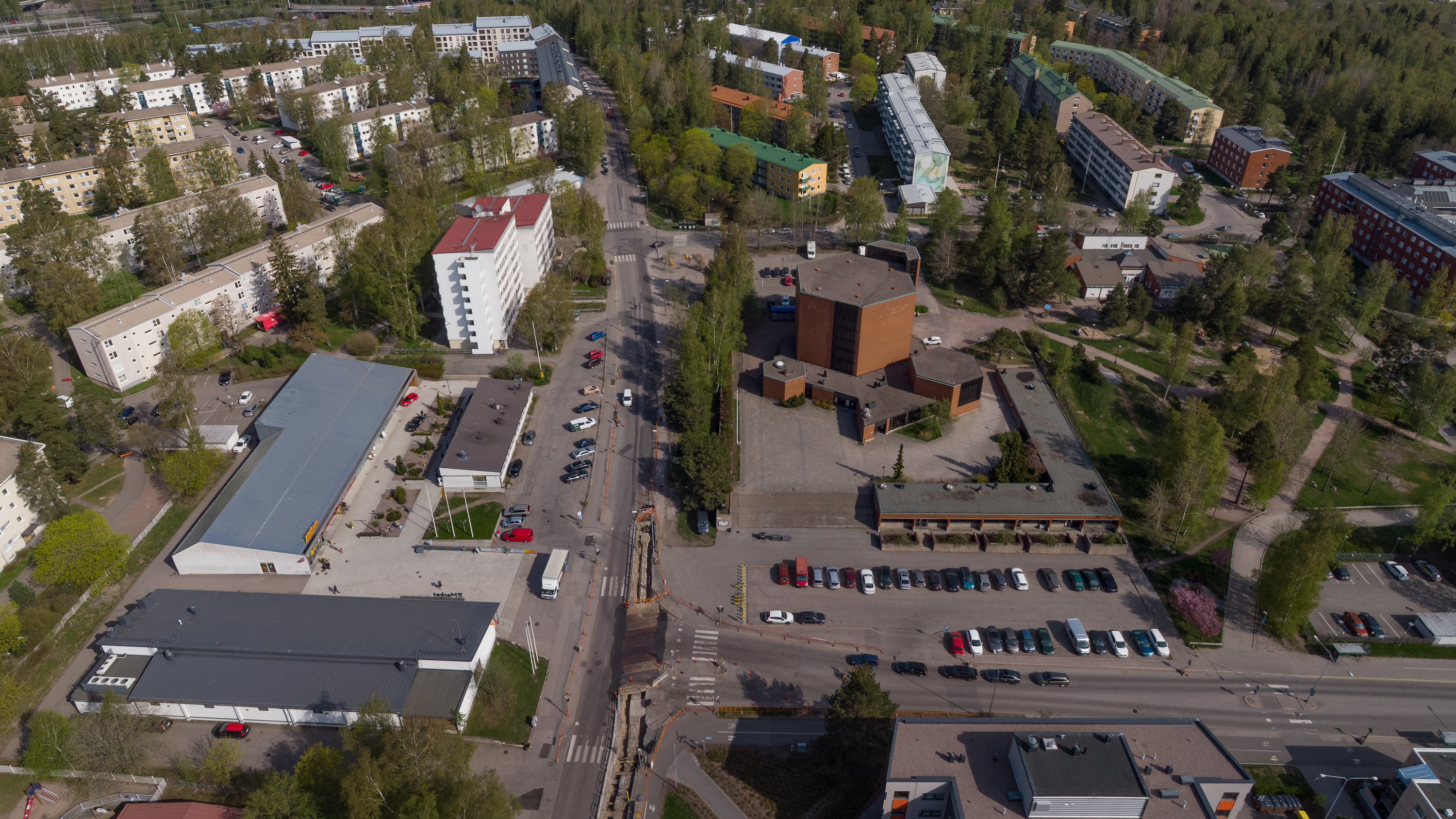
Centre commercial de Roihuvuori.
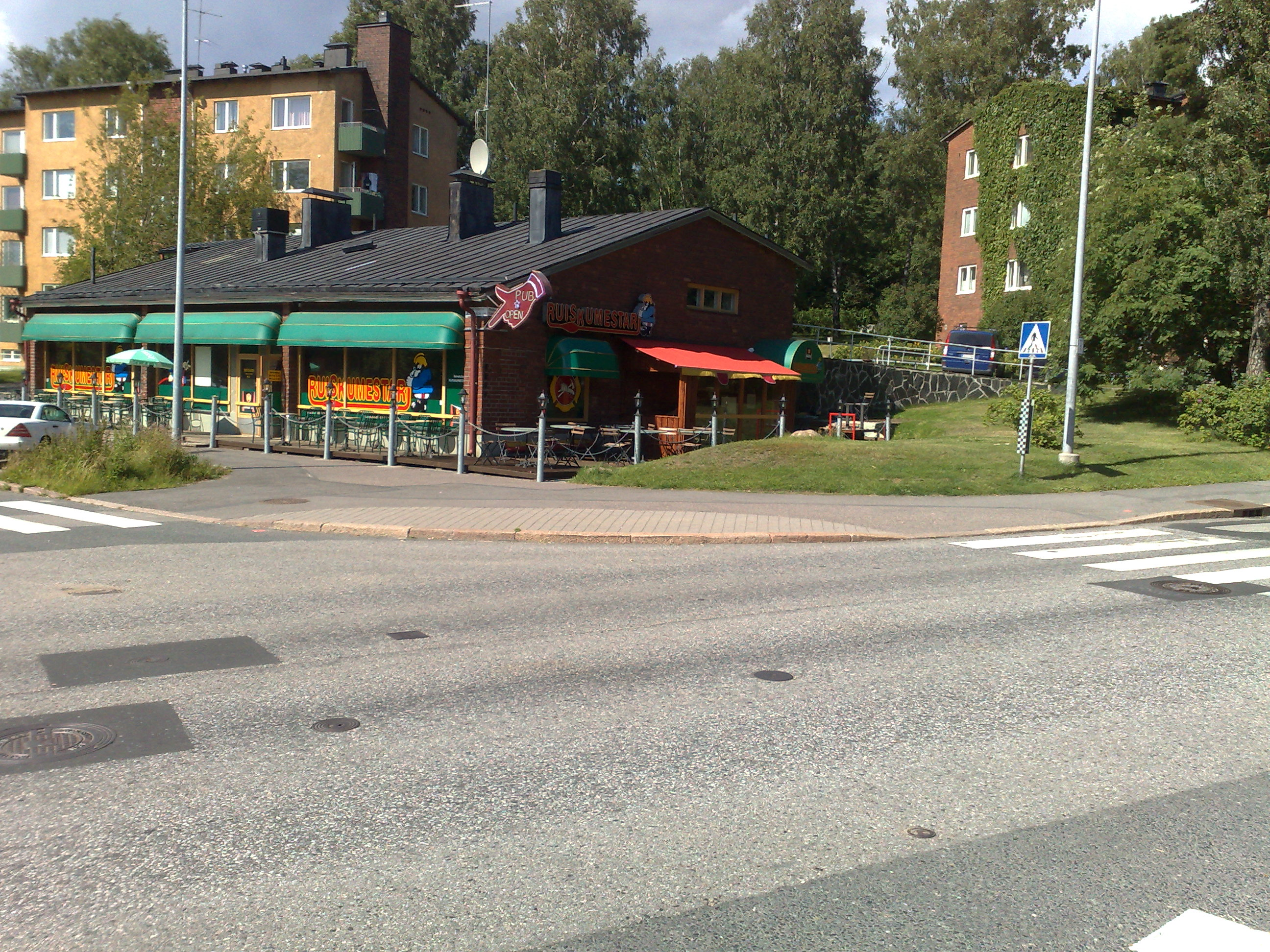